# Molophilus hyperarmatus
Molophilus hyperarmatus är en tvåvingeart som beskrevs av Alexander 1940. Molophilus hyperarmatus ingår i släktet Molophilus och familjen småharkrankar. Inga underarter finns listade i Catalogue of Life.